# Svanträsket (Arvidsjaurs socken, Lappland, 725352-168670)
Svanträsket är en sjö i Arvidsjaurs kommun i Lappland och ingår i Byskeälvens huvudavrinningsområde. Sjön har en area på 0,0818 kvadratkilometer och ligger 311,9 meter över havet. Sjön avvattnas av vattendraget Svanträskbäcken.

## Delavrinningsområde
Svanträsket ingår i det delavrinningsområde (725309-168763) som SMHI kallar för Ovan Hauerbäcken. Medelhöjden är 356 meter över havet och ytan är 8,18 kvadratkilometer. Det finns inga avrinningsområden uppströms utan avrinningsområdet är högsta punkten. Svanträskbäcken som avvattnar avrinningsområdet har biflödesordning 4, vilket innebär att vattnet flödar genom totalt 4 vattendrag innan det når havet efter 101 kilometer. Avrinningsområdet består mestadels av skog (65 procent) och sankmarker (23 procent). Avrinningsområdet har 0,08 kvadratkilometer vattenytor vilket ger det en sjöprocent på 1 procent.